# Kamischinsker Tümmler
Kamischinsker Tümmler sind russische Tümmlertauben. Joachim Schütte vermutete in ihnen eine Variante des Belatschten Astrachaner Tümmlers, der dem Belatschten Urjupinsker Tümmler gleicht, sich von diesem aber durch einen weißen Kehl- oder Halsfleck, ähnlich der bunten Berliner Tümmler, unterscheidet.
Das Gefieder der stark belatschten Kamischinsker Tümmler zeigt Elsterzeichnung. Schwanz und Schwingen sind lang. Der Schwanz wird erhoben getragen, die Flügel hängend.

## Weiterführende Literatur und Nachweise
- Bild eines Kamischinsker Tümmlers. In: forumimage.ru. 26. Februar 2014, abgerufen am 19. August 2016 (russisch).
- Камышинские голуби. In: geomedia.top. Abgerufen am 19. August 2016 (russisch).